# Île aux Noix
Île aux Noix är en ö i Kanada.   Den ligger i Richelieufloden i provinsen Québec, i den sydöstra delen av landet, 190 km öster om huvudstaden Ottawa. Arean är 0,85 kvadratkilometer. På ön ligger lämningarna av fästningen Fort Lennox(en). 
Trakten runt Île aux Noix består till största delen av jordbruksmark. Runt Île aux Noix är det glesbefolkat, med 15 invånare per kvadratkilometer.